# Heini Müller
Heini Müller (ur. 4 czerwca 1889  – zm. 18 sierpnia 1968) – piłkarz szwajcarski grający na pozycji bramkarza.

## Kariera piłkarska
W swojej karierze piłkarskiej Müller rozegrał 8 meczów w barwach Interu Mediolan w latach 1909-1910.